# Jessie Usher
Jessie T. Usher Jr. (Maryland, 29 februari 1992) is een Amerikaans acteur.

## Levensloop
Jessie T. Usher Jr. werd geboren als zoon van Jessie T. en Judith Usher in Maryland. Usher toonde voor het eerst interesse in acteren op 5-jarige leeftijd nadat zijn zus Jesstia een tv-commercial had geboekt. Zijn eerste acteerbaan was een Oscar Meyer-commercial. In 2003 verhuisde het gezin naar Los Angeles om de carrière van Usher verder te helpen. Hij studeerde af op de middelbare school op 15-jarige leeftijd. Usher sloot zich aan bij Alpha Gamma Sigma en studeerde culinaire kunsten aan de community college.
Usher's eerste acteerbaan was in een aflevering van CBS's Without a Trace in 2005. In 2007 verscheen hij in een aflevering van de originele serie Hannah Montana van Disney Channel. In 2011 speelde Usher in de Cartoon Network televisiefilm Level Up. De film bracht een televisieserie voort waarin Usher zijn rol als Lyle Hugginson zou herhalen, die twee seizoenen duurde. Hij uitte in 2013 American Boy in de documentaire Teenage. In 2014 verscheen Usher in de film When the Game Stands Tall. In maart 2014 werd Usher gecast als de hoofdrol in Survivor's Remorse, executive geproduceerd door NBA-superster LeBron James. De serie ging in première in oktober 2014.
In 2016 verscheen Usher in het vervolg op de film Independence Day uit 1996, tegenover Bill Pullman, Liam Hemsworth en Jeff Goldblum. Later dat jaar speelde Usher mee in het komediedrama Almost Christmas met kerstthema tegenover Danny Glover en Kimberly Elise. In 2019 speelde Usher de hoofdrol in een vervolg op de film Shaft uit 1971, met in de hoofdrol de zoon van het personage van Samuel L. Jackson uit de film uit 2000 en de kleinzoon van de originele Shaft, gespeeld door Richard Roundtree. In januari 2018 werd aangekondigd dat Usher is gecast als A-Train in de Amazon Studios-serie The Boys, die is gebaseerd op het gelijknamige stripverhaal van Garth Ennis en Darick Robertson. In april 2020 speelde hij samen met Camila Mendes in de Netflix-film Dangerous Lies.

## Filmografie

### Film
| Jaar | Titel                                   | Rol                 | Opmerkingen  |
| ---- | --------------------------------------- | ------------------- | ------------ |
| 2010 | Beautiful Boy                           | Basketbal tiener    |              |
| 2013 | InAPPropriate Comedy                    | Jamal               |              |
| 2013 | Teenage                                 | American Boy (sten) | Documentaire |
| 2014 | When the Game Stands Tall               | Tayshon Lanear      |              |
| 2016 | All Part of the Game: Part 1 Freethrows | Jay                 | Korte film   |
| 2016 | Independence Day: Resurgence            | Dylan Hiller        |              |
| 2016 | Almost Christmas                        | Evan Meyers         |              |
| 2018 | Ride                                    | James               |              |
| 2018 | Stronghold                              | Lil Maniac          |              |
| 2019 | Shaft                                   | John 'JJ' Shaft Jr. |              |
| 2020 | The Banker                              | Tony Jackson        |              |
| 2020 | Dangerous Lies                          | Adam                |              |
| 2022 | Smile                                   | Trevor              |              |

### Televisie
| Jaar       | Titel               | Rol            | Opmerkingen                               |
| ---------- | ------------------- | -------------- | ----------------------------------------- |
| 2005       | Without a Trace     | Malcolm        | Aflevering: "Neither Rain Nor Sleet"      |
| 2007       | Hannah Montana      | Guy            | Aflevering: "Cuffs Will Keep Us Together" |
| 2008       | Lincoln Heights     | Baby G         | Aflevering: "Glass House"                 |
| 2008       | Numb3rs             | Rover #1       | Aflevering: "Frienemies"                  |
| 2009       | The Mentalist       | Daniel Brown   | Aflevering: "Red Rum"                     |
| 2009       | Criminal Minds      | Daniel         | 2 afleveringen                            |
| 2010       | Summer Camp         | R.J.           | Televisiefilm                             |
| 2010       | G.I. Joe: Renegades | Ray (stem)     | Aflevering: "The Anomaly"                 |
| 2011       | Level Up            | Lyle           | Televisiefilm                             |
| 2011–2012  | Level Up            | Lyle Hugginson | 31 afleveringen                           |
| 2014–2017  | Survivor's Remorse  | Cam Calloway   | 36 afleveringen                           |
| 2019–heden | The Boys            | A-Train        | 8 afleveringen                            |